# Fernand de Saintignon
Pour les articles homonymes, voir Saintignon.
Le comte Fernand de Saintignon, né le 26 janvier 1846 à Thionville (Moselle) et mort le 1er janvier 1921 à Longwy, est un maître de forges, industriel et scientifique français.

## Biographie
Issu de la très ancienne famille des comtes de Saintignon, famille de noblesse militaire dont la Révolution française a ôté la fortune, Fernand de Saintignon naît à Thionville, le 26 janvier 1846.
Il est le fils de François de Saintignon (1808-1857) et de Caroline de Gourcy (1819-1851). Il épouse Louise Legendre (1854-1932), fille du maître de forges Jules Legendre (1830-1870) et de Marguerite Giraud (née en 1835).
Il a un frère, Edmond de Saintignon (1843-1911) dont descendent tous les Saintignon. Il est l'oncle de Jacques de Villiers.
Il entre à l'École forestière de Nancy, d’où il ressort garde général des forêts dans le secteur de Longuyon.

### La Guerre de 1870 et ses conséquences
Il s'illustre pendant la guerre de 1870 en s’évadant deux fois, et en prenant  une part active à la défense de Longwy pour laquelle il est fait chevalier de la Légion d'honneur.
En 1871, le traité de Francfort attribue à l'Empire allemand les territoires lorrains correspondant à une partie du département de la Moselle et du département de la Meurthe : géographiquement cela recouvre la Moselle actuelle qui forme avec l'Alsace le territoire impérial d'Alsace-Lorraine jusqu'en 1918. Thionville notamment est intégrée dans l'Empire allemand et reprend son nom à consonance germanique Diedenhofen.
Les habitants des territoires annexés sont contraints de choisir entre l'Empire allemand, s'ils veulent rester, ou la France.
Beaucoup d'optants choisissent de migrer vers la France, en particulier vers Nancy, dont la population double rapidement. Fernand de Saintignon opte lui aussi pour la France.

### Sidérurgie
Il épouse en 1874 Louise Legendre, petite-fille par sa mère de Pierre Giraud, propriétaire d’un haut-fourneau à Lasauvage au Luxembourg et d’un autre à Longwy-Bas, et fille de Jules Joseph Legendre,  négociant, beau-frère et associé de Jean-Joseph Labbé à Gorcy.
Jules-Joseph Legendre succède à son beau-père. À son décès en 1870 lui succède Joseph Raty qui devient fondé de pouvoir de la Société Pierre-Giraud. Au décès de ce dernier en 1878, Fernand de Saintignon devient l’unique propriétaire du groupe : la raison sociale est rebaptisée F. de Saintignon et Cie en 1878 ; en 1880 y est incorporée la Société des Hauts-Fourneaux de Longwy et La Sauvage.
Il édifie à Longwy-Bas trois nouveaux hauts-fourneaux. Son usine se spécialise dans la production de fonte. En 1901, il rachète deux hauts fourneaux à Gouraincourt. 
Passionné de chasse, un de ses rares loisirs, il organise des battues dans les forêts du Luxembourg, le déjeuner étant à l'occasion agrémenté d’un concert de sonneurs de trompe formé d’ouvriers de son usine.

### Responsabilités

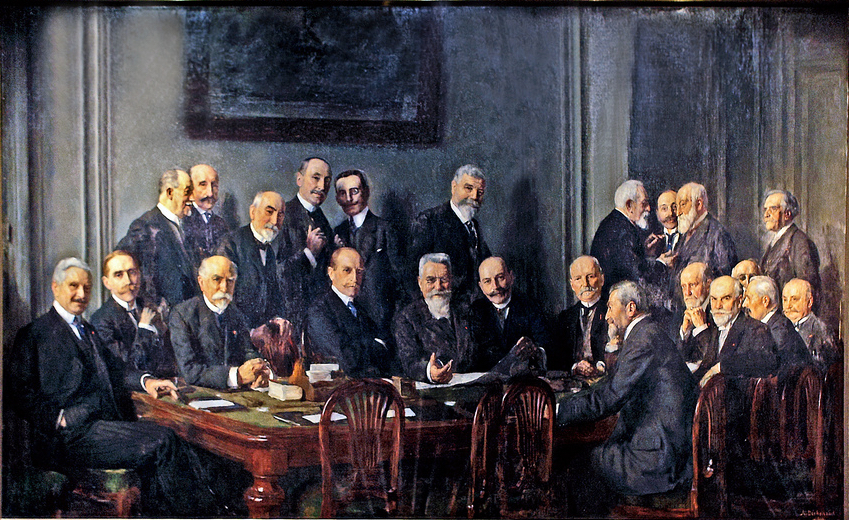
La commission de direction du Comité des forges de France en 1914. Premier rang, de gauche à droite : Louis Mercier, François de Wendel, Henry Darcy, Eugène Schneider, Florent Guillain, Robert Pinot, comte Fernand de Saintignon, Léon Lévy, Henri de Freycinet, Camille Cavallier, Émile Ferry, Georges Claudinon. Deuxième rang : Armand Résimont, Ernest Lesaffre, Claudius Magnin, Léopold Pralon, baron Xavier Reille, Alexandre Dreux, Charles Boutmy, Léon de Nervo, Daniel Bethmont, Edmond Capitain-Geny, François Dujardin-Beaumetz. Peinture d'Adolphe Déchenaud, au siège de Schneider, rue de Madrid, Paris.

Au cours de sa carrière, il est successivement membre du Comité de Direction du Comité des forges de France (1881), président du Comité des Forges et Mines de Fer de Meurthe-et-Moselle, président du Comptoir métallurgique de Longwy, cogérant de la Société des hauts-fourneaux de Saulnes (1881), président des conseils d'administration des Mines de Valleroy (1881) et des Aciéries de Longwy (1910), administrateur de la Société des Aciéries de Longwy (1880), de la Banque de France (1881) et des Chemins de fer de l'Est (1881).
Il fait partie des fondateurs et administrateurs, en 1880, de la Société des Aciéries de Longwy à Mont-Saint-Martin après la découverte de Thomas et Gilchrist. Il en devient le président du conseil en 1910.
Il prend une part active à la découverte du prolongement des mines du Pas-de-Calais, au sud de son ancienne limite.
Il fait réaliser des sondages en vue de trouver le prolongement du bassin de la Sarre. 
En 1913, l’effectif de son usine s’élève à 500 ouvriers et employés pour une production annuelle de 173 000 tonnes de fonte.

### Thermalisme
En 1907, il fait faire à Longwy un forage de 900 m de profondeur pour tenter de découvrir un gisement de charbon, combustible indispensable à l’activité sidérurgique. Une minuscule veine de houille est découverte mais surtout, à -353 mètres, une source — la source des Récollets — jaillit à une température de 24 °C d’une pureté remarquable. Il lui vient alors le projet de faire de Longwy une station thermale. L’hôtel des Récollets est construit en 1912 afin d’accueillir les curistes attirés par les vertus de l’eau contre l’arthrite et, en 1913, un établissement de physiothérapîe.
L’inauguration de l’hôtel des curistes a lieu le 3 août 1914, jour de la mobilisation. Le 4, la guerre est déclarée. La guerre de 1914-1918 met malheureusement un terme à l’entreprise.

### La Grande Guerre et ses conséquences
Au début de la Grande Guerre, Fernand de Saintignon met à disposition l’hôtel des curistes pour abriter les blessés. Son épouse Louise s’investit pleinement dans cette tâche puis, Longwy étant occupé, toute activité cesse. L’hôtel sert de lazaret pour les troupes allemandes.
Par patriotisme, Fernand de Saintignon  refuse d’honorer ses engagements vis-à-vis d’une société allemande avec laquelle il est lié et doit payer des dommages et intérêts élevés. D’autre part, son usine est pillée par l’occupant. L’entreprise sidérurgique du comte de Saintignon ne redémarre pas après 1918. La majeure partie des installations, dont quatre hauts-fourneaux, est détruite.

### L'après-guerre
Après 1918, il tente de mettre en application le procédé Basset.
De 1919 à 1921, l’exploitation de la source thermale des Récollets reprend. Fernand de Saintignon créé une usine d’embouteillage mais, par manque de clientèle, l’activité thermale cesse en 1921.
Fernand de Saintignon devient alors urbaniste : il décide de vendre tous les terrains qu’il possède à Longwy-Bas pour y construire des lotissements en trois zones : une première pour l’habitat, les commerces et les services, une seconde pour les fonctions intermédiaires dont un garage et un cinéma et une troisième réservée à la petite industrie et aux entreprises nécessitant un raccordement au chemin de fer.

### Postérité
N’ayant pas d’enfant, il espère faire de l’un de ses neveux son héritier. Malheureusement, le premier pressenti, Paul de Saintignon, meurt en 1919 des suites de sa captivité pendant la guerre. Le second, Pierre Amidieu du Clos (1881-1955) à qui a été confié la direction du haut fourneau de Gouraincourt, opte quant à lui pour une carrière politique ; il est maire de Longwy de 1924 à 1929 puis de 1935 à 1939 et député de 1928 à 1936.

### Décès
Fernand de Saintignon meurt le 1er janvier 1921 à Longwy à l’âge de 75 ans, usé par les conséquences de la guerre et la maladie.
Ses obsèques rassemblent une assistance nombreuse et Le Républicain lorrain publie alors dans ses colonnes l’éloge suivant : « Un cerveau puissamment organisé, doté de rares qualités de travail, Monsieur le comte Fernand de Saintignon, fut certainement de ceux qui ont le mieux servi notre Lorraine. ».
Les installations de F. de Saintignon et Cie, dont le haut fourneau de Gouraincourt rescapé de la guerre, sont alors vendues à la Société des Hauts fourneaux de la Chiers.

## Œuvre scientifique
Il rédige plusieurs ouvrages scientifiques de référence parmi lesquels :
- Pyromètres à courant d'eau... Systèmes F. de Saintignon, avec ou sans l'explorateur Boulier frères. Ses applications... en général à toutes les industries faisant usage des hautes températures, Édité par la Société anonyme des pyromètres à courant d'eau, 1885 ;
- Le mouvement différentiel: Loi des marées. Eau-air-feu, Édité par  Berger-Levrault, 1892 ;
- Nouvelle théorie des marées. Le Mouvement différentiel, Édité par  Berger-Levrault, 1894 ;
- Notice sur la nouvelle théorie des marées. Le Mouvement différentiel, Édité par  Berger-Levrault, 1896 ;
- Sur les tremblements de terre, pressions différentielles dans les fluides (conférence faite à Nancy, le 3 juillet 1902), Édité par Berger-Levrault, 1903 ;
- Le Radium et l'attraction différentielle à petite distance dans les fluides, Édité par Berger-Levrault, 1905 ;
- Sur le mouvement des astres ; le double renflement équatorial, Édité par Berger-Levrault, 1906 ;
- Les Derniers jours de Longwy, coécrit avec  Abel Ducornez, publié en 1920.